# Thalassophryne nattereri
Thalassophryne nattereri is een straalvinnige vissensoort uit de familie van kikvorsvissen (Batrachoididae). De wetenschappelijke naam van de soort is voor het eerst geldig gepubliceerd in 1876 door Franz Steindachner. Ze is vernoemd naar Johann Natterer, de Oostenrijkse zoöloog en verzamelaar die uitgebreide expedities maakte in Zuid-Amerika.
Het is een giftige soort die veel voorkomt in de estuaria van Brazilië. Ze wordt maximaal 14 centimeter lang.